# Spårning
Spårning är ett begrepp inom scouting och friluftsliv på aktiviteter som går ut på att följa en bestämd väg i terrängen och oftast även utföra olika praktiska och teoretiska uppgifter längs vägen, vanligen benämnda kontroller. I de flesta fall går man gruppvis, och inte sällan innehåller spårningen ett visst mått av tävlingsmoment mellan de olika grupperna. 
Vägen är för det mesta markerad på något sätt, t.ex. med snitslar eller spårtecken, i mörker kan man ha  ljusspår eller reflexspår. Även orienteringsinslag kan förekomma, liksom skrivna väginstruktioner eller markeringar av annat slag. 
En bra spårning ska vara upplagd så att vandringen i sig är en upplevelse, inte bara en transportsträcka mellan kontrollerna. På samma sätt brukar man betona att upplevelserna och erfarenheterna man får under spårningen är viktigare än själva tävlingsresultatet.